# Doble Bragado de 2011
La 76ª edición de la Doble Bragado se disputó desde el 31 de enero hasta el 6 de febrero de 2011, constó de 7 etapas de las cuales una fue contrarreloj individual con una distancia total acumulada de 1.075,9 kilómetros.
El ganador fue el ciclista oriundo de Olavarria Leandro Messineo del equipo Agrupación Ramón Carrillo, quien se impuso por primera vez en la clasificación general, fue escoltado en el podio por su compañero de equipo Laureano Rosas y en tercer lugar el pampeano Federico Pagani perteneciente al equipo Club Ciclista Bragado.
En esta edición de la Doble Bragado el velocista Ángel Darío Colla sumó 4 victorias de etapa llegando a la suma total de 26 etapas ganadas siendo el récord absoluto en el historial de la prueba.

## Ciclistas participantes
Participaron 99 ciclistas, distribuidos en 11 equipos integrados por 9 corredores cada uno, de los cuales 10 equipos eran argentinos y uno uruguayo. Finalizaron 77 ciclistas.

#### Equipos
| Frío Sur | Municipalidad de 3 de Febrero | Club Ciclista Bragado |
| - 1. Román Mastrángelo - 2. Raúl Turano - 3. Adolfo Trabocchi - 4. Pablo Castro - 5. Elías Pereyra - 6. Matías Torres - 7. Elbio Alborzen - 8. José Ornetti - 9. Leonel Castro             | - 11. Gabriel Richard - 12. Gastón Trillini - 13. Martín Hernández - 14. Mariano Federico - 15. Jorge Fidalgo - 16. Raúl Sasso - 17. Luis Alberto Martínez - 18. Jorge Soto - 19. Claudio Flores           | - 21. Ángel Darío Colla - 22. Guillermo Brunetta - 23. Federico Pagani - 24. Emilio San Martín - 25. Gastón Agüero - 26. Martín Garrido - 27. Gustavo Toledo - 28. Juan Lucero - 29. Demis Alemán     |
| Sindicato Argentino de la Televisión | Telefónicos de Entre Ríos | Alas Rojas de Santa Lucía |
| - 31. Sebastián Cancio - 32. Juan Fernández - 33. José Bertoglio - 34. Guillermo Miconi - 35. Darío Oliva - 36. Luis Galván - 37. Sebastián Tolosa - 38. Emanuel Guevara - 39. Juan Mazola | - 41. Diego Simiane - 42. César Segura - 43. Sergio Celiz - 44. Mauro Agostini - 45. Diego Baccilote - 46. Jonathan Dalinger - 47. Tomás Gil - 48. Carlos González - 49. Guillermo Mulvihill               | - 51. Roderyck Asconeguy - 52. Federico Díaz - 53. Richard Mascarañas - 54. Hernán Cline - 55. Eleno Rodríguez - 56. Geovani Fernández - 57. José Luis Miraglia - 58. Jorge Bravo - 59. Lucas Lopardo |
| Bragado Cicles Club | Agrícola Noroeste | Agrupación Ramón Carrillo |
| - 61. Walter Pérez - 62. Juan M. Norbis - 63. Facundo Lezica - 64. Franco Martins - 65. Matías Sassone - 66. Federico Moreno - 67. Hugo Velásquez - 68. Franco Solda - 69. Aldo Expósito   | - 71. Juan Sullivan - 72. Sebastián Zabala - 73. Rogelio Anías - 74. Donato Defelice - 75. Germán Iros - 76. Luciano Marcantonio - 77. Claudio Cianci - 78. Carlos Selvini - 79. Fabio Cianci              | - 81. Adrián Gariboldi - 82. Leonardo López - 83. Pablo Brun - 84. Laureano Rosas - 85. Norberto Oviedo - 86. Pablo González - 87. Erminio Suárez - 88. Leandro Messineo - 89. Marcos Crespo          |
| Eventos Norpatagónicos | Ciudad de Junín | |
| - 91. Juan Melivillo - 92. Lucas Canciani - 93. Luis Amorín - 94. Patrick Oyakaua - 95. Rodrigo Faro - 96. Mauricio Knapp - 97. Juan Gómez - 98. Guido Palma - 99. Juan Blanco             | - 101. Aníbal Romero - 102. Agustín Ledesma - 103. Leandro Mignacco - 104. Joaquín Grassi - 105. Rubén Giachino - 106. Emiliano Rodríguez - 107. Walter Gavazza - 108. Lucas Tarquini - 109. Leonel Biondo | |

## Etapas
| Etapa | Fecha        | Recorrido               | km        | Ganador           | Líder             |
| 1ª    | 1 de febrero | Caseros - Mercedes      | 133       | Ángel Darío Colla | Ángel Darío Colla |
| 2ª    | 2 de febrero | Mercedes - Chacabuco    | 164       | Laureano Rosas    | Laureano Rosas    |
| 3ª    | 3 de febrero | Chacabuco - Pergamino   | 156       | Ángel Darío Colla | Laureano Rosas    |
| 4ª    | 4 de febrero | Circuito en Pergamino   | 133       | Walter Pérez      | Laureano Rosas    |
| 5ª    | 5 de febrero | Pergamino - Bragado     | 195       | Raúl Sasso        | Laureano Rosas    |
| 6ª A  | 6 de febrero | Bragado                 | 16,9(CRI) | Leandro Messineo  | Leandro Messineo  |
| 6ª B  | 6 de febrero | Circuito en Bragado     | 102       | Ángel Darío Colla | Leandro Messineo  |
| 7ª    | 7 de febrero | Bragado - Pablo Podestá | 176       | Ángel Darío Colla | Leandro Messineo  |

## Clasificación final
| Posición | Ciclista              | Equipo                        | Tiempo      |
| -------- | --------------------- | ----------------------------- | ----------- |
|          | Leandro Messineo      | Agrupación Ramón Carrillo     | 24 h 30'40" |
| 2        | Laureano Rosas        | Agrupación Ramón Carrillo     | + 11"       |
| 3        | Federico Pagani       | Club Ciclista Bragado         | + 16"       |
| 4        | Gabriel Richard       | Municipalidad de 3 de Febrero | + 1'24"     |
| 5        | Luis Alberto Martínez | Municipalidad de 3 de Febrero | + 1'24"     |